# (9844) Otani
Pour les articles homonymes, voir Otani.
(9844) Otani est un astéroïde de la ceinture principale.

## Description
(9844) Otani est un astéroïde de la ceinture principale. Il fut découvert le 23 novembre 1989 à Yatsugatake par Yoshio Kushida et Osamu Muramatsu. Il présente une orbite caractérisée par un demi-grand axe de 2,70 UA, une excentricité de 0,22 et une inclinaison de 12,9° par rapport à l'écliptique.